# Prix Gerhard-Hess
Pour les articles homonymes, voir Hess.
Le Prix Gerhard Hess est un prix scientifique de la Fondation allemande pour la recherche (DFG), décerné chaque année à de jeunes scientifiques au sein du programme Gerhard Hess.

## Histoire
Le prix Gerhard-Hess a été décerné de 1988 à 2000. En 2001, le programme a été intégré au programme Emmy Noether (de) car les deux étaient en grande partie identiques.
Le prix porte le nom de Gerhard Hess (de) (1907-1983), président de la DFG de 1955 à 1964, et pouvait atteindre 200 000   DM est doté annuellement de deux ans avec la possibilité de prolonger de trois ans.
Le prix a été décerné uniquement aux personnes qui avaient postulé et âgés d'un maximum de 33 ans. Un doctorat avec des réalisations importantes ultérieures, idéalement avec une habilitation, était une condition préalable. 

## Lauréats
- 1989: Wiltrud Richter, Gudrun Rappold
- 1990: Diethard Tautz (de), Martin Lohse (de)
- 1992: Peter Rieckmann, Hans-Christian Günther (de)
- 1993: Onur Güntürkün (en), Christian Klämbt, Michael Böhm (de)
- 1994: Jochen Feldmann (de), Günter Ziegler
- 1995: Uwe Glatzel, Hans Keppler, Christian Leitz, Matthias Lesch (de)
- 1996: Jutta Gärtner, Michael Weller, Sebastian Suerbaum (de)
- 1997: Walter Leitner (de), Frauke Kraas (de), Horst Biermann
- 1998: Marius Grundmann (de), Lutz H. Gade (de), Jörg Schulz, Ulf Müller-Ladner
- 1999: Mark Häberlein (de), Volker Leppin (de), Utz Fischer, Albert Jeltsch, Helge Lumbsch, Marie Roskrow, Reinhold Egger, Jürgen Janek (de), Ansgar Jüngel (de), Uwe Manthe (de), Harald Schwalbe (de)
- 2000: Martin Wallraff (de), Dirk Busch, Dieter Willbold (de), Andreas Gansäuer, Katharina Habermann, Ulrich Schollwöck (de), Jürgen Smet, Joachim Spatz (de), Karsten Weihe (de) (38 demandes, neuf approuvées)
- Année inconnue: Harald Clahsen (de), Thomas Scheper